# Wellington Clayton Gonçalves dos Santos
Wellington Clayton Gonçalves dos Santos (født 2. januar 1983) er en brasiliansk fodboldspiller.